# Natação no Campeonato Mundial de Esportes Aquáticos de 2017 - 200 m livre feminino
A prova dos 200 metros livre feminino da natação no Campeonato Mundial de Esportes Aquáticos de 2017 ocorreu nos dias 25 de julho e 26 de julho em Budapeste na Hungria.

## Recordes
Antes desta competição, os recordes mundiais e do campeonato nesta prova eram os seguintes:
| Tipo                  | Atleta              | Tempo   | Local | Data                |
| --------------------- | ------------------- | ------- | ----- | ------------------- |
|                       | Federica Pellegrini | 1:52.98 | Roma  | 29 de julho de 2009 |
| Recorde do campeonato | Federica Pellegrini | 1:52.98 | Roma  | 29 de julho de 2009 |

## Medalhistas
| Ouro                      | Prata               | Bronze            |
| Federica Pellegrini (ITA) | Katie Ledecky (USA) | Emma McKeon (AUS) |

## Resultados

### Eliminatórias
Esses foram os resultados das eliminatórias. Foram realizadas no dia 25 de julho com início às 09:49. 
| Pos. | Bateria | Raia | Nadadora              | Nacionalidade                 | Tempo   | Notas            |
| ---- | ------- | ---- | --------------------- | ----------------------------- | ------- | ---------------- |
| 1    | 5       | 4    | Federica Pellegrini   | Itália                        | 1:56.07 | Q                |
| 2    | 6       | 4    | Katie Ledecky         | Estados Unidos                | 1:56.27 | Q                |
| 3    | 5       | 6    | Katinka Hosszú        | Hungria                       | 1:56.43 | Q                |
| 4    | 4       | 4    | Emma McKeon           | Austrália                     | 1:56.61 | Q                |
| 5    | 4       | 6    | Siobhan Haughey       | Hong Kong                     | 1:56.62 | Q,               |
| 6    | 4       | 3    | Leah Smith            | Estados Unidos                | 1:57.04 | Q                |
| 7    | 4       | 5    | Femke Heemskerk       | Países Baixos                 | 1:57.06 | Q                |
| 8    | 6       | 3    | Veronika Popova       | Rússia                        | 1:57.06 | Q                |
| 9    | 6       | 5    | Michelle Coleman      | Suécia                        | 1:57.15 | Q                |
| 10   | 5       | 5    | Charlotte Bonnet      | França                        | 1:57.34 | Q                |
| 11   | 6       | 2    | Chihiro Igarashi      | Japão                         | 1:57.67 | Q                |
| 12   | 6       | 6    | Li Bingjie            | China                         | 1:57.79 | Q                |
| 13   | 5       | 3    | Ai Yanhan             | China                         | 1:58.04 | Q                |
| 14   | 5       | 2    | Katerine Savard       | Canadá                        | 1:58.16 | Q                |
| 15   | 4       | 7    | Mary-Sophie Harvey    | Canadá                        | 1:58.38 | Q                |
| 16   | 6       | 1    | Robin Neumann         | Países Baixos                 | 1:58.66 | Q                |
| 17   | 5       | 1    | Ariarne Titmus        | Austrália                     | 1:58.79 |                  |
| 18   | 4       | 8    | Maria Ugolkova        | Suíça                         | 1:59.13 |                  |
| 19   | 4       | 0    | Andrea Murez          | Israel                        | 1:59.75 |                  |
| 20   | 4       | 1    | Evelyn Verrasztó      | Hungria                       | 1:59.92 |                  |
| 21   | 4       | 2    | Manuella Lyrio        | Brasil                        | 1:59.24 |                  |
| 22   | 5       | 8    | Lee Ea-sop            | Coreia do Sul                 | 1:59.38 |                  |
| 23   | 6       | 8    | Tomomi Aoki           | Japão                         | 1:59.44 |                  |
| 24   | 5       | 7    | Alice Mizzau          | Itália                        | 2:00.10 |                  |
| 25   | 6       | 7    | Anastasia Guzhenkova  | Rússia                        | 2:00.24 |                  |
| 26   | 3       | 5    | Diana Durães          | Portugal                      | 2:01.48 | Recorde nacional |
| 27   | 6       | 0    | Signe Bro             | Dinamarca                     | 2:02.23 |                  |
| 28   | 5       | 9    | Anastasia Bogdanovski | Macedônia do Norte            | 2:02.92 |                  |
| 29   | 6       | 9    | Anna Kolářová         | Chéquia                       | 2:02.99 |                  |
| 30   | 3       | 7    | McKenna de Bever      | Peru                          | 2:03.16 |                  |
| 31   | 3       | 0    | Monique Olivier       | Luxemburgo                    | 2:03.26 |                  |
| 32   | 3       | 3    | Helena Moreno         | Costa Rica                    | 2:03.58 |                  |
| 33   | 3       | 4    | Jessica Camposano     | Colômbia                      | 2:04.13 |                  |
| 34   | 4       | 9    | Gaja Natlačen         | Eslovênia                     | 2:04.22 |                  |
| 35   | 3       | 8    | Ressa Dewi            | Indonésia                     | 2:05.25 |                  |
| 36   | 3       | 6    | Nicole Oliva          | Filipinas                     | 2:05.55 |                  |
| 37   | 3       | 2    | Gabriela Santis       | Guatemala                     | 2:06.94 |                  |
| 38   | 2       | 6    | Devyn Leask           | Zimbabwe                      | 2:08.13 |                  |
| 39   | 3       | 9    | Nicole Rautemberg     | Paraguai                      | 2:08.42 |                  |
| 40   | 2       | 4    | Lauren Hew            | Ilhas Caimã                   | 2:08.91 |                  |
| 41   | 1       | 6    | Arianna Sanna         | República Dominicana          | 2:08.45 |                  |
| 42   | 2       | 2    | Dara Al-Bakry         | Jordânia                      | 2:10.62 |                  |
| 43   | 1       | 4    | Sonia Tumiotto        | Tanzânia                      | 2:11.01 |                  |
| 44   | 2       | 5    | Tan Chi Yan           | Macau                         | 2:11.61 |                  |
| 45   | 2       | 3    | Lani Cabrera          | Barbados                      | 2:11.77 |                  |
| 46   | 2       | 1    | Ishani Senanayake     | Sri Lanka                     | 2:13.38 |                  |
| 47   | 2       | 8    | Yusra Mardini         | Atletas independentes da FINA | 2:15.80 |                  |
| 48   | 1       | 5    | Diana Basho           | Albânia                       | 2:22.86 |                  |
| 49   | 2       | 0    | Bianca Mitchell       | Antígua e Barbuda             | 2:24.67 |                  |
| 50   | 2       | 7    | Osisang Chilton       | Palau                         | 2:25.83 |                  |
| 51   | 2       | 9    | Tisa Shakya           | Nepal                         | 2:29.20 |                  |
| 52   | 1       | 3    | Jin Ju Thompson       | Marianas Setentrionais        | 2:36.47 |                  |
|      | 3       | 1    | Julia Hassler         | Liechtenstein                 | DNS     | DNS              |
|      | 5       | 0    | Andreina Pinto        | Venezuela                     | DNS     | DNS              |

### Semifinal
Esses foram os resultados das semifinais. Foram realizadas no dia 25 de julho com início às 18h44. 
Semifinal 1
| Pos. | Raia | Nadador          | Nacionalidade  | Tempo   | Notas |
| ---- | ---- | ---------------- | -------------- | ------- | ----- |
| 1    | 4    | Katie Ledecky    | Estados Unidos | 1:54.69 | Q     |
| 2    | 5    | Emma McKeon      | Austrália      | 1:54.99 | Q     |
| 3    | 6    | Veronika Popova  | Rússia         | 1:55.08 | Q,    |
| 4    | 2    | Charlotte Bonnet | França         | 1:56.28 | Q     |
| 5    | 3    | Leah Smith       | Estados Unidos | 1:56.34 | Q     |
| 6    | 7    | Li Bingjie       | China          | 1:57.11 |       |
| 7    | 1    | Katerine Savard  | Canadá         | 1:58.46 |       |
| 8    | 8    | Robin Neumann    | Países Baixos  | 1:58.80 |       |

Semifinal 2
| Pos. | Raia | Nadador             | Nacionalidade | Tempo   | Notas |
| ---- | ---- | ------------------- | ------------- | ------- | ----- |
| 1    | 4    | Federica Pellegrini | Itália        | 1:55.58 | Q     |
| 2    | 5    | Katinka Hosszú      | Hungria       | 1:55.98 | Q     |
| 3    | 3    | Siobhan Haughey     | Hong Kong     | 1:56.21 | Q,    |
| 4    | 6    | Femke Heemskerk     | Países Baixos | 1:56.50 |       |
| 5    | 1    | Ai Yanhan           | China         | 1:56.80 |       |
| 6    | 2    | Michelle Coleman    | Suécia        | 1:57.48 |       |
| 7    | 7    | Chihiro Igarashi    | Japão         | 1:57.96 |       |
| 8    | 8    | Mary-Sophie Harvey  | Canadá        | 1:58.15 |       |

### Final
A final foi realizada em 26 de julho às 17h32. 
| Pos.              | Raia | Nadadora            | Nacionalidade  | Tempo   | Notas            |
| ----------------- | ---- | ------------------- | -------------- | ------- | ---------------- |
| Medalha de ouro   | 6    | Federica Pellegrini | Itália         | 1:54.73 |                  |
| Medalha de prata  | 4    | Katie Ledecky       | Estados Unidos | 1:55.18 |                  |
| Medalha de bronze | 5    | Emma McKeon         | Austrália      | 1:55.18 |                  |
| 4                 | 3    | Veronika Popova     | Rússia         | 1:55.26 |                  |
| 5                 | 7    | Siobhan Haughey     | Hong Kong      | 1:55.96 | Recorde nacional |
| 6                 | 8    | Leah Smith          | Estados Unidos | 1:56.06 |                  |
| 7                 | 2    | Katinka Hosszú      | Hungria        | 1:56.35 |                  |
| 8                 | 1    | Charlotte Bonnet    | França         | 1:56.62 |                  |

Legenda
| Recorde mundial       | Recorde mundial (World record)               |                       | Recorde africano                      | Recorde africano (African) |                                           | Q | Classificado por posição (Qualified) |
| Recorde do campeonato | Recorde do campeonato (Championship record)  | Recorde da América    | Recorde da América (Americas)         | q                          | Classificado por melhor tempo (Qualified) |   |                                      |
| Melhor marca do ano   | Melhor marca do ano (World leading)          | Recorde asiático      | Recorde asiático (Asian)              | DNS                        | Não largou (Did not start)                |   |                                      |
| Recorde nacional      | Recorde nacional (National record)           | Recorde europeu       | Recorde europeu (European)            | DNF                        | Não terminou (Did not finish)             |   |                                      |
| Recorde pessoal       | Recorde pessoal do atleta (Personal best)    | Recorde da Oceania    | Recorde da Oceania (Oceania)          | DSQ / DQ                   | Desclassificado (Disqualified)            |   |                                      |
| Recorde da temporada  | Recorde da temporada do atleta (Season best) | Recorde sul-americano | Recorde sul-americano (South America) | NM                         | Sem marca (No mark)                       |   |                                      |